# Cucumis myriocarpus
Cucumis myriocarpus é uma espécie de planta com flor pertencente à família Cucurbitaceae. 
A autoridade científica da espécie é Naudin, tendo sido publicada em Annales des Sciences Naturelles; Botanique, série 4 11: 22. 1859.

## Portugal
Trata-se de uma espécie presente no território português, nomeadamente os seguintes táxones infraespecíficos:
- Cucumis myriocarpus subsp. myriocarpus - presente em Portugal Continental. Em termos de naturalidade é introduzida na região atrás referida. Não se encontra protegida por legislação portuguesa ou da Comunidade Europeia.